# Wendland (Fernsehreihe)
Wendland ist der Titel einer deutschen Fernsehkriminalreihe, die seit 2022 vom ZDF im Rahmen des Samstagskrimis ausgestrahlt wird. Protagonist ist Kriminalhauptkommissar und Autor Jakob Stiller, verkörpert von Ulrich Noethen.

## Inhalt
Kriminalhauptkommissar und Autor Jakob Stiller arbeitete im Archiv der Asservatenkammer des LKA in Hamburg und wurde aufgrund seines ersten Romans als „Nestbeschmutzer“ angesehen und versetzt. Als neuer Revierleiter versieht er seinen Dienst in Dahlow im Wendland. Seine Kollegen im Polizeirevier sind Kriminaloberkommissarin Kira Engelmann und Kriminalobermeister Oliver Klasen; Stiller wohnt zur Miete bei der Tierärztin Dr. Silke Landauer.

## Episodenliste
| Folge | Titel                                     | Erstausstrahlung | Regisseur    | Drehbuchautor                      | Einschaltquote (ZDF)            |
| ----- | ----------------------------------------- | ---------------- | ------------ | ---------------------------------- | ------------------------------- |
| 1     | Stiller und die Geister der Vergangenheit | 8. Oktober 2022  | Josef Rusnak | Josef Rusnak                       | 6,35 Mio. (22,9 % MA)           |
| 2     | Stiller und das große Schweigen           | 9. März 2024     | Bruno Grass  | Ina Jung, Friedrich Ani            | 5,06 Mio. Zuschauer (20,4 % MA) |
| 3     | Stiller und der rote Faden                | 11. Mai 2024     | Bruno Grass  | Peer Klehmet, Klaus Wolfertstetter | 5,78 Mio. (26,9 % MA)           |
| 4     | Stiller und der Teufelssauger             | 19. März 2025    | Bruno Grass  | Sarah Schnier                      | 5,75 Mio. Zuschauer (23,2 % MA) |

## Kritik
Rainer Tittelbach von Tittelbach.tv wertete: Autor und Regisseur Josef Rusnak hat „Wendland“ erdacht. „Mit folgenden Bausteinen: ein desillusionierter Kommissar, der passionierter Radfahrer ist und kein Blut sehen kann, der dafür hellsichtig und mit einer schnellen Kombinationsgabe ausgestattet ist. Seine Frau ist tot, die Tochter (Sylvana Seddig) lebt in Hamburg und ist dort die jüngste LKA-Kommissarin.“ „Eine thematische Besonderheit“ sei die geschichtsträchtige Region mit dem „Mythos von der ‚Republik Freies Wendland‘.“ „Und so ist es Ulrich Noethen, der den Unterschied macht. Seinen Kommissar, abseits von jenem verhängnisvollen Einsatz auf der Reeperbahn, der ihn zum Schreiben bewogen hat und der seine Figur bislang maßgeblich definiert, zu einem echten Charakter zu machen wie es beispielsweise Noethens Joe Jessen in Robothams Romanverfilmungen ist, das steht Rusnak oder einem anderen Drehbuchautor noch bevor.“
Bei film-rezensionen urteilte Oliver Armknecht: „Es kann doch nie genug Krimis im deutschen Fernsehen geben. Zumindest scheint das die Ansicht der öffentlich-rechtlichen Sender zu sein. Da wird keine Chance ungenutzt gelassen, um das Programm mit der Suche nach Mördern und anderen Verbrechern zu füllen.“

## Drehorte
Die Außenaufnahmen entstehen im Wesentlichen im Landkreis Lüchow-Dannenberg. Für den fiktiven Ort „Dahlow“ dient unter anderem die Stadt Hitzacker (Elbe) als Kulisse. So befindet sich dort das Polizeirevier der Fernsehreihe in der Hauptstraße der Altstadtinsel.